# Antiprisme
Un antiprisme à n faces est un polyèdre composé de deux copies d'un certain polygone particulier à n côtés, connectées par une bande de triangles alternés.
Les antiprismes sont une sous-classe des prismatoïdes.
Les antiprismes sont similaires aux prismes excepté le fait que les bases sont tournées relativement l'une à l'autre, et que les faces des côtés sont des triangles, plutôt que des quadrilatères : les sommets sont symétriquement alternés.
Dans le cas d'une base régulière à n côtés, on considère généralement le cas où sa copie est tournée d'un angle de 180°/n. La régularité supplémentaire est obtenue par le fait que la droite reliant les centres des bases planes est perpendiculaire à ces bases, ce qui en fait un antiprisme droit. 
Un antiprisme uniforme possède, en dehors des faces des bases, 2n triangles équilatéraux. Ils forment une série infinie de polyèdres de sommets uniformes, comme le font les prismes uniformes. Pour n=2, nous avons comme cas dégénéré le tétraèdre régulier.

## Coordonnées cartésiennes
Les coordonnées cartésiennes pour les sommets d'un antiprisme droit avec des bases n-gonales et des triangles isocèles sont
{\displaystyle (\cos(k\pi /n),\sin(k\pi /n),(-1)^{k}a)\;}
avec k compris entre 0 et 2n-1 ; si les triangles sont équilatéraux,
{\displaystyle 2a^{2}=\cos(\pi /n)-\cos(2\pi /n)\;}.

## Symétrie
Le groupe de symétrie d'un antiprisme droit à n côtés avec une base régulière et des faces en forme de triangles isocèles est Dnd d'ordre 4n, excepté dans le cas d'un tétraèdre, qui possède le groupe de symétrie plus grand Td d'ordre 24, qui a trois versions de D2d pour sous-groupes, et l'octaèdre, qui a le groupe symétrie plus grand Od d'ordre 48, qui a quatre versions de D3d pour sous-groupes.
Le groupe de symétrie contient une inversion si et seulement si n est impair.
Le groupe de rotation est Dn d'ordre 2n, excepté dans le cas du tétraèdre, qui a un groupe de rotation plus grand T d'ordre 12, qui a trois versions de D2 comme sous-groupes, et l'octaèdre, qui a le groupe de rotation plus grand O d'ordre 24, qui a quatre versions de D3 comme sous-groupes.

## Hauteur, aire et volume
Pour tout antiprisme régulier d'arête a et d'ordre n :
- La hauteur vaut : {\displaystyle h=a\times {\frac {1}{2}}{\sqrt {3-\tan ^{2}{\frac {\pi }{2n}}}}}
- La surface totale vaut : {\displaystyle A=a^{2}\times {\frac {n}{2}}{\biggl (}{\sqrt {3}}+{\frac {1}{\tan {\frac {\pi }{n}}}}{\biggl )}}
- Le volume vaut[1] : {\displaystyle V={\frac {h^{3}\times n}{6\tan {\frac {\pi }{2n}}}}}

## Polyèdres rattachés
Si n=2 alors les deux faces n-gonales du dessus et du dessous sont des segments othogonaux entre eux, reliés par 4 triangles ; nous obtenons le tétraèdre.
Si n=3 alors nous avons seulement des triangles; nous obtenons l'octaèdre.
Les deux sont des types particuliers d'antiprismes triangulaires qui ont aussi chaque sommet et chaque arête uniforme, et donc, qui comptent parmi les solides de Platon. 

Les polyèdres duaux des antiprismes sont les trapézoèdres. Leur existence fut discutée en premier et leur nom fut attribué par Johannes Kepler.
| Ordre              | 3 | 4 | 5 | 6 |
| Antiprisme         |   |   |   |   |
| Trapézoèdre (dual) |   |   |   |   |

## Antiprismes étoilés
Les antiprismes uniformes peuvent aussi être construits à partir des polygones étoilés : {n/m} = {5/2}, {7/3}, {7/4}, {8/3}, {9/2}, {9/4}, {10/3}…
Pour une paire d'entiers premiers entre eux n,m tel que 2 < n/m < 3, il existe deux formes :
- un antiprisme normal avec une configuration de sommet 3.3.3.n/m;
- un antiprisme croisé avec une configuration de sommet 3.3.3.n/(n-m).

## Généralisation aux dimensions supérieures
Les antiprismes peuvent être généralisés à la dimension 4. Ce sont des polychores obtenus en remplaçant les deux bases polygonales parallèles de la dimension 3 par deux polyèdres duaux B1 et B2 placés dans deux hyperplans parallèles et en connectant ces deux bases par des polyèdres reliant les parties duales respectives de B1 et de B2.
Egalement en dimension 4, le Grand antiprisme est un polychore formé de 20 antiprismes pentagonaux et 300 tétraèdres.